# Skuespilhuset
Skuespilhuset er navnet på et nyt teaterhus for Det kongelige Teater. Huset ligger helt ud til vandet ved Kvæsthusbroen i Frederiksstaden og har tre scener med plads til 650, 200 og 100 tilskuere.
Selve huset er i alt 20.000 m2 og er tegnet af de danske arkitekter Boje Lundgaard og Lene Tranberg (Lundgaard & Tranberg), der i 2002 vandt Kulturministeriets arkitektkonkurrence. Det stod færdigt den 1. oktober 2007 og åbnede i februar 2008 med Shakespeares Hamlet. Skuespilhuset er kubistisk ligesom Operahuset i Oslo. 

## Forestillinger siden åbningen

### Sæson 2011-2012

#### Store Scene
- Den Gerrige
- Mågen
- Gengangerne
- Hovedløs sommer
- En skærsommernats drøm
- +- 0

#### Det Røde Rum
- Kabaret Royal
- Det gode menneske fra Sezuan
- Ukendt titel
- Revolver trilogien

#### Lille Scene
- Stuepigerne
- Sans
- De europæiske medier

### Sæson 2012-2013

#### Store Scene
- Lulu
- Kollektivet
- Fanny og Alexander
- Frankenstein genskabt
- Vildanden

#### Det Røde Rum
- Macbeth
- Sonetter
- Madame Bovary
- Kagefabrikken
- Kældermennesket

#### LIlle Scene
- Hovedløs sommer
- Helt enkelt kompliceret
- Dukkelise

### Sæson 2013-2014

#### Store Scene
- Onde Ånder
- Faderen
- Fanny og Alexander
- Hærværk
- Woyzech
- Tigerhjerte svøbt i kvindehud

#### Det Røde Rum
- White Girl
- Macbeth
- Sonetter
- Metamorfoser

#### Lille Scene
- Idioterne
- Gruppe 8

### Sæson 2014-2015

#### Store Scene
- Erasmus Montanus
- Romeo og Julie
- 2xBeckett
- Koks i kulissen
- Heksejagt
- Take Four

#### Det Røde Rum
- Hedda Gabler
- Doppler
- Døden
- Kældermennesket
- Det Mørke Net
- Marked (er ikke noget sted)

#### Lille Scene
- Kendte
- ToveToveTove!

### Sæson 2015-2016

#### Store Scene
- Horisont
- Omstigning til paradis
- Puntila
- King Lear
- Barselsstuen
- Rystet spejl

#### Det Røde Rum
- Hedda Gabler
- Menneskedyr
- Drømmeforestillinger
- Nordisk fjer
- Metamorfoser

#### Lille Scene
- Caligula
- Vintersolhverv
- Kunsten altid at få ret

### Sæson 2016-2017

#### Store Scene
- ToveToveTove!
- Ødipus & Antigone
- Højskolesangbogen
- Der var engang en sang der hed Arne
- Helligtrekongersaften - eller hvad I vil
- Lang dags rejse mod nat
- Farlige Forbindelser

#### Det Røde Rum
- Personer, Steder, Ting
- Human Afvikling
- Med Sne
- Stjernefamilien
- Terror

#### Lille Scene
- Jeg hører stemmer
- Monster
- Dukkelise

### Sæson 2017-2018

#### Store scene
- Scener fra et ægteskab
- Othello
- Maskerade
- ToveToveTove!
- 68
- Riget

#### Mellemgulvet
- Frøken Julie
- Pang!
- Tør aldrig tårer bort uden handsker
- Møller og Larsen
- Den kroniske uskyld

#### Lille Scene
- Jeg løber
- Stå fast
- Mens vi venter på Irakkommissionen

### Sæson 2018-2019

#### Store Scene
- Scener fra et ægteskab
- ToveToveTove!
- Sigurds Danmarkshistorie
- Aladdin
- Kongens fald
- Højskolesangbogen
- Halfdans Hokus Pokus
- Frøken Julie
- Hvem er bange for Virginia Woolf?

#### Mellemgulvet
- Præsidentinderne
- Møller og Larsen
- Den kroniske uskyld
- Menneskebyrden
- Mens vi venter på Irakkommissionen
- De fulde

#### Lille Scene
- Jeg løber
- Mixdouble
- Nye Rejsende

## Skuespilchefer i Skuespilhuset
Emmet Feigenberg 2008-2016
Mikkel Harder Munck-Hansen 2004-2008
Morten Kirkskov 2016-
 Der er for få eller ingen kildehenvisninger i denne artikel, hvilket er et problem. Du kan hjælpe ved at angive troværdige kilder til de påstande, som fremføres i artiklen.

55°40′48.29″N 12°35′40.45″Ø / 55.6800806°N 12.5945694°Ø